# 指形軸孔珊瑚
指形軸孔珊瑚（学名：Acropora digitifera）为軸孔珊瑚科軸孔珊瑚屬下的一个种。